# Watson Island
Watson Island är en ö i Australien. Den ligger i delstaten Queensland, omkring 1 700 kilometer nordväst om delstatshuvudstaden Brisbane. Arean är 0,16 kvadratkilometer.
Den sträcker sig 0,6 kilometer i nord-sydlig riktning, och 0,6 kilometer i öst-västlig riktning.
Savannklimat råder i trakten. Genomsnittlig årsnederbörd är 1 212 millimeter. Den regnigaste månaden är mars, med i genomsnitt 387 mm nederbörd, och den torraste är augusti, med 2 mm nederbörd.